# Березовые Выселки
Березовые Выселки — деревня Малинковского сельсовета Данковского района Липецкой области.

## География
Деревня находится севернее деревни Требунские Выселки. В ней имеется просёлочная дорога, водоём и лесной массив.

## Население
| 2010 |
| ---- |
| 10   |

Население деревни в 2009 году составляло 11 человек (5 дворов), в 2015 году — 3 человека.